# One Is a Lonely Number
One Is a Lonely Number (ook bekend als Two Is a Happy Number) is een Amerikaanse dramafilm uit 1972, geregisseerd door Mel Stuart, met in de hoofdrollen Trish Van Devere, Janet Leigh en Melvyn Douglas. Het scenario, gebaseerd op het korte verhaal "The Good Humor Man" van Rebecca Morris, werd geschreven door David Seltzer.

## Verhaal
Het verhaal volgt Amy Brower (Trish Van Devere), die wakker wordt en ontdekt dat haar man haar heeft verlaten. Nadat ze alles te weten is gekomen over waarom hij het deed, probeert ze haar leven weer op de rails te krijgen.

## Rolverdeling
| Acteur             | Personage               |
| ------------------ | ----------------------- |
| Trish Van Devere   | Amy Brower              |
| Monte Markham      | Howard Carpenter        |
| Janet Leigh        | Gert Meredith           |
| Melvyn Douglas     | Joseph Provo            |
| Jane Elliot        | Madge Frazier           |
| Jonathan Lippe     | Sherman Cooke           |
| Mark Bramhall      | Morgue Attendant        |
| Paul Jenkins       | James Brower            |
| A. Scott Beach     | Frawley King            |
| Henry Leff         | Arnold Holzgang         |
| Dudley Knight      | King Lear               |
| Maurice Argent     | Pool Manager            |
| Thomas McNallan    | Hardware Clerk          |
| Joseph Spano       | Earl of Kent            |
| Morgan Upton       | Earl of Gloucester      |
| Kim Allen          | Ronnie Porter           |
| Peter Fitzsimmons  | Employment Office Clerk |
| Christopher Brooks | Marvin Friedlander      |
| Kathleen Quinlan   | (niet vermeld)          |

## Ontvangst
De recensies van critici waren positief, zowel voor de regisseur als voor de ster. Variety voorspelde "dat deze film Trish Van Devere naar het sterrendom zou moeten katapulteren." De film deed het echter niet goed aan de kassa, wellicht door de sombere aard van het verhaal. MGM veranderde de titel nog in Two is a Happy Number, maar in plaats van te wachten op mond-tot-mondreclame om een publiek op te bouwen trok de studio de film vrij snel weer terug uit de zalen.

## Prijzen en nominaties
- 1973: Golden Globes, nominatie in de categorie "Best Actress in a Motion Picture - Drama" voor Trish Van Devere[6]